# ازدواج همجنس در کوبا
ازدواج همجنس در کوبا از ۲۷ سپتامبر ۲۰۲۲ قانونی شده است، پس از آنکه اکثریت رای‌دهندگان قانونی شدن ازدواج همجنس را در همه‌پرسی دو روز قبل تأیید کردند. قانون اساسی کوبا ازدواج همجنس را تا سال ۲۰۱۹ ممنوع می‌کرد و در ماه مه ۲۰۱۹ دولت برنامه‌هایی را برای قانونی کردن ازدواج همجنس اعلام کرد. پیش‌نویس قانون خانواده حاوی مقرراتی بود که به زوج‌های همجنس اجازه ازدواج و فرزندخواندگی می‌داد، این پیش‌نویس در ۲۱ دسامبر ۲۰۲۱ به تصویب مجمع ملی قدرت خلق رسید. این متن تا ۶ ژوئن ۲۰۲۲ در حال بررسی عمومی بود و در ۲۲ ژوئیه ۲۰۲۲ به تصویب مجمع رسید. این اقدام در یک همه‌پرسی که در ۲۵ سپتامبر ۲۰۲۲ به رای گذاشته شد و توسط دو سوم رأی دهندگان تأیید شد. رئیس‌جمهور میگل دایاز-کانل، قانون خانواده جدید را در ۲۶ سپتامبر امضا کرد، و پس از انتشار در روزنامه رسمی روز بعد اعمال شد.

## اتحادیه‌های مدنی
قانون اتحاد مدنی برای اولین بار در سال ۲۰۰۷ پیشنهاد شد. طبق گزارش‌ها، این لایحه توسط مجمع ملی قدرت خلق مورد بحث قرار گرفت و توسط ماریل کاسترو، مدیر مرکز آموزش جنسی کوبا و دختر دبیر اول حزب کمونیست، رائول کاسترو، تبلیغ شد. این قانون در پارلمان به رأی نرسید، حتی زمانی که ماریلا کاسترو گفت که از حمایت پدرش برخوردار است.
قانون خانواده کوبا ۲۰۲۲ که در ۲۵ سپتامبر ۲۰۲۲ به همه‌پرسی گذاشته شد شامل مقرراتی است که به زوج‌ها اجازه می‌دهد به اتحادیه‌های مدنی دسترسی داشته باشند (uniones de hecho afectivas).

## ازدواج همجنس

### تلاش برای تغییر قانون اساسی
ماده ۳۶ قانون اساسی کوبا، مصوب ۱۹۷۶، ازدواج را به عنوان «اتحاد داوطلبانه بین زن و مرد» تا سال ۲۰۱۹ تعریف می‌کرد، این عبارت از نظر قانون اساسی ازدواج همجنس را ممنوع می‌کرد. در دسامبر ۲۰۱۷، گروه‌های ال‌جی‌بی‌تی کمپین عمومی را برای لغو این ممنوعیت راه اندازی کردند. در ۴ مه ۲۰۱۸، ماریلا کاسترو گفت که اصلاحیه ای در قانون اساسی و اقداماتی برای قانونی کردن ازدواج همجنس پیشنهاد خواهد کرد، زیرا انتظار می‌رود روند اصلاح قانون اساسی در ژوئیه ۲۰۱۸ آغاز شود. در ۲۱ ژوئیه، دبیر شورای دولتی، هومرو آکوستا آلوارز، گفت که پیش نویس قانون اساسی شامل ماده ای است که ازدواج را به عنوان «اتحاد بین دو نفر» تعریف می‌کند. مجلس ملی این پیش نویس را در ۲۲ ژوئیه تصویب کرد. این موضوع بین ۱۳ اوت و ۱۵ نوامبر ۲۰۱۸ مورد مشورت عمومی قرار گرفت.
موضوع ازدواج همجنس منجر به بحث‌های عمومی و سازماندهی نادری در کوبا شد. در ژوئن ۲۰۱۸، پنج فرقه مسیحی ازدواج همجنس را "برخلاف روح انقلاب کمونیستی " اعلام کردند. در آنچه به عنوان «جنگ پوسترها» توصیف شد، هم مخالفان و هم حامیان ازدواج همجنس صدها پوستر را در اطراف هاوانا به نمایش گذاشتند. در سپتامبر ۲۰۱۸، به دنبال مخالفت محافظه‌کاران با پیشنهاد قانونی کردن ازدواج همجنس، رئیس‌جمهور میگل دایاز-کانل در اولین مصاحبه‌اش از زمان تصدی ریاست جمهوری در آوریل حمایت خود را از ازدواج همجنس اعلام کرد و به تله‌شور گفت که از «ازدواج بین مردم حمایت می‌کند. بدون هیچ محدودیتی»، و طرفدار «رفع هر نوع تبعیض در جامعه» است.
در ۱۸ دسامبر، کمیسیون قانون اساسی تعریف ازدواج را از پیش نویس حذف کرد. در عوض، کمیسیون ترجیح داد از زبانی بی‌طرفانه استفاده کند و ازدواج را به عنوان یک «نهاد اجتماعی و قانونی» بدون اشاره به جنسیت طرفین تعریف کند. این بدان معنا بود که قانون اساسی جدید ازدواج همجنس را قانونی نمی‌کرد، اما همزمان ممنوعیت ازدواج همجنس لغو می‌شد. ماریلا کاسترو گفت که ازدواج همجنس با تغییر در قانون خانواده قانونی خواهد شد. لوئیس روندون پاز، مفسر و فعال حقوق بشر، در هاوانا تایمز، استدلال کرد که دولت هرگز قصد قانونی کردن ازدواج همجنس را نداشت و در عوض به دنبال منحرف کردن توجه از سایر مسائل داخلی و تبلیغ خود در سطح بین‌المللی به عنوان یک دولت مترقی بود.
قانون اساسی جدید در یک همه‌پرسی با ۹۰٫۶٪ در ۲۴ فوریه ۲۰۱۹ تصویب شد و در ۱۰ آوریل ۲۰۱۹ اجرایی شد. ماده ۸۲ به شرح زیر است:
ازدواج یک نهاد اجتماعی و قانونی است. ازدواج یکی از اشکال سازمان خانواده مبتنی بر رضایت آزاد و برابری حقوق، تعهدات و ظرفیت قانونی زوجین است که قانون شکل و آثار آن را تعیین می‌کند.

### تغییرات در قانون خانواده

نتایج همه‌پرسی قانون خانواده ۲۰۲۲ بر اساس استان

قبل از قانونی شدن ازدواج همجنس در سپتامبر ۲۰۲۲، ماده ۲ قانون خانواده کوبا ازدواج را به «زن و مرد» محدود می‌کرد. همچنین ازدواج‌های همجنس را که در خارج از کوبا انجام می‌شود به رسمیت نمی‌شناخت.
در اوایل مارس ۲۰۱۹، اندکی پس از رفراندوم قانون اساسی، دولت روند مشاوره عمومی را در مورد یک قانون خانواده جدید که شامل مقررات به رسمیت شناختن ازدواج همجنس می‌شد را آغاز کرد. در ماه مه ۲۰۱۹، اعلام شد که اتحادیه حقوق‌دانان کوبا در حال کار بر روی قانون جدید است و منبعی بیان کرد که «کوبا امروز در حال کار بر روی تدوین یک قانون جدید خانواده است، با چالش شامل تنوع نهادهای خانواده و مشکلات سناریوی اجتماعی». پیش نویس قانون خانواده که ازدواج همجنس را قانونی می‌کرد در سپتامبر ۲۰۲۱ ارائه شد. در ۲۱ دسامبر ۲۰۲۱ به اتفاق آرا به تصویب مجلس شورای ملی رسید، در ۱۳ ژانویه ۲۰۲۲ در روزنامه رسمی منتشر شد. این متن از ۱۵ فوریه تا ۶ ژوئن ۲۰۲۲ تحت مشورت عمومی بود. ۷۹۰۰۰ جلسه در سراسر کوبا برگزار شد که در آن حدود ۶٫۵ میلیون شهروند بر اساس داده‌های رسمی شرکت کردند. دولت گزارش داد که ۶۱ درصد از پاسخ‌ها به این مشاوره به نفع ازدواج همجنس بوده است. در جریان رایزنی، برخی از فعالان ال‌جی‌بی‌تی از برگزاری همه‌پرسی در مورد موضوع ازدواج همجنس انتقاد کردند و استدلال کردند که حقوق اقلیت‌ها نباید به رای عمومی گذاشته شود. دولت گفت که نمی‌خواهد ازدواج همجنس را به زور برخلاف میل عمومی تحمیل کند.

ماده ۲۰۱ این قانون ازدواج را به عنوان «وصلت توافقی دو نفر» توصیف می‌کند  و فصل ۳ این قانون به زوج‌های همجنس اجازه فرزندخواندگی می‌دهد. این قانون همچنین حمایت بیشتر از کودکان و نوجوانان، مسئولیت مشترک والدین در آموزش و تساوی شدید حقوق بین زن و مرد را تضمین می‌کند. همچنین حق کودکان زیر سن قانونی را تضمین می‌کند که مورد طرد، خشونت یا بی‌توجهی والدین قرار نگیرند و سن ازدواج یکسانی را برای مردان و زنان ۱۸ سال تعیین می‌کند. تصویب نهایی توسط مجمع در ۲۲ ژوئیه ۲۰۲۲ اتفاق افتاد و این قانون در ۲۵ سپتامبر ۲۰۲۲ به همه‌پرسی گذاشته شد. تقریباً ۶۷ درصد از رای‌دهندگان با تغییرات در این قانون موافقت کردند و کوبا را به اولین دولت کمونیستی تبدیل کرد که ازدواج همجنس را قانونی کرد و سی و دومین کشور در سراسر جهان شد. رئیس‌جمهور دیاز کانل قانون جدید را در ۲۶ سپتامبر امضا کرد و روز بعد که در روزنامه رسمی منتشر شد، اجرایی شد. اولین ازدواج همجنس در کوبا در ۵ اکتبر ۲۰۲۲ در مانزانیلو انجام شد.خطای عبارت: نویسه نقطه‌گذاری شناخته نشده «۶»
| ۲۰۲۲ همه‌پرسی قانون خانواده کوبا |           |        |
| انتخاب                          | آرا       | %      |
| آرای صحیح                       | ۵٬۹۰۹٬۳۸۵ | ۹۴٫۲۶  |
| آرای باطله یا سفید              | ۳۶۰٬۰۴۲   | ۵٫۷۴   |
| مجموع آرا                       | ۶٬۲۶۹٬۴۲۷ | ۱۰۰٫۰۰ |
| واجدین شرایط                    | ۸٬۴۴۷٬۴۶۷ | ۷۴٫۲۲  |

### عملکرد مذهبی
یک کشیش از کلیسای جامعه متروپولیتن در ماتانزاس مراسم ازدواج لوئیس آلبرتو والهو رودریگز و لوئیس میگل فرناندز نِوِس در ۶ اکتبر ۲۰۱۹، مراسمی که تصور می‌شود اولین مراسم ازدواج کلیسایی برای یک زوج همجنس در کوبا باشد، را اجرا کرد. ازدواج در آن زمان فاقد رسمیت قانونی بود.

## افکار عمومی
نظرسنجی Apretaste در سال ۲۰۱۹ نشان داد که ۶۳٫۱ درصد از کوبایی‌ها موافق قانونی کردن ازدواج همجنس بودند، در حالی که ۳۶٫۹ درصد مخالف بودند.

## یادداشت
1. ↑  In Spanish: El matrimonio es una institución social y jurídica. Es una de las formas de organización de las familias. Se funda en el libre consentimiento y en la igualdad de derechos, obligaciones y capacidad legal de los cónyuges. La ley determina la forma en que se constituye y sus efectos.[۳۶]
2. ↑  ماده ۲۰۱ بیان می‌کندEl matrimonio es la unión voluntariamente concertada de dos personas., ترجمه به «ازدواج، پیوند توافقی دو نفر است».